# صیاده (استان مستغانم)
صیاده (به عربی: صيادة) یک شهرداری در الجزایر است که در ناحیه خیرالدین واقع شده‌است.
 صیاده  ۲۱٬۹۰۰ نفر جمعیت دارد.